# Zöldfogú korallgomba
A zöldfogú korallgomba (Phaeoclavulina abietina) a Gomphaceae családba tartozó, Európában és Észak-Amerikában honos, fenyvesekben élő, nem ehető gombafaj. 

## Megjelenése
A zöldfogú korallgomba termőteste 2-5 (7) cm magas és max. 5 cm széles, sűrűn elágazó, korallszerű. Ágai felfelé állók, vékonyak, szabálytalan keresztmetszetűek. Színe fiatalon sárgásbarna, idősebben sötétebb: olívbarna, olívzöld, esetleg kékeszöld, zöldes, nyomásra megzöldül. Az ágak csúcsai viszonylag rövidek, kissé lapítottak.
Tönkje 1-2 cm-es, részben összeforrt ágakból áll. Tövéhez gyakran gyökérszerű micéliumzsinór (rizomorf) kapcsolódik.
Húsa szívós, fehéres vagy sárgásbarna színű. Íze keserű, szaga nem jellegzetes.
Spórapora sárgásbarna. Spórája elliptikus, szemölcsös, mérete 5,5-7,5 x 3-4 µm.

### Hasonló fajok
A merev korallgomba, fenyő-korallgomba, bőrsárga korallgomba hasonlít hozzá.

## Elterjedése és termőhelye
Európában és Észak-Amerikában honos. Magyarországon ritka. 
Fenyvesek (főleg luc) talaján található meg, csoportosan, olykor boszorkánykörben nő. Késő ősztől télig terem. 

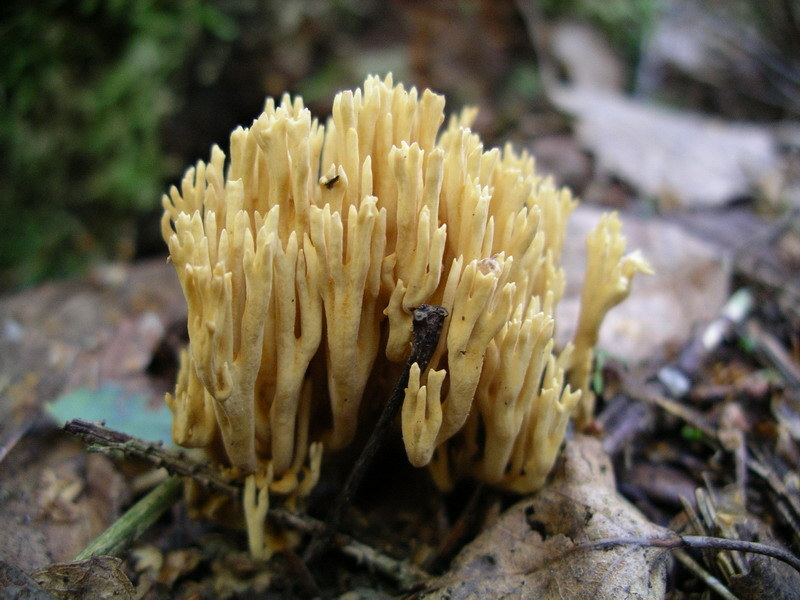
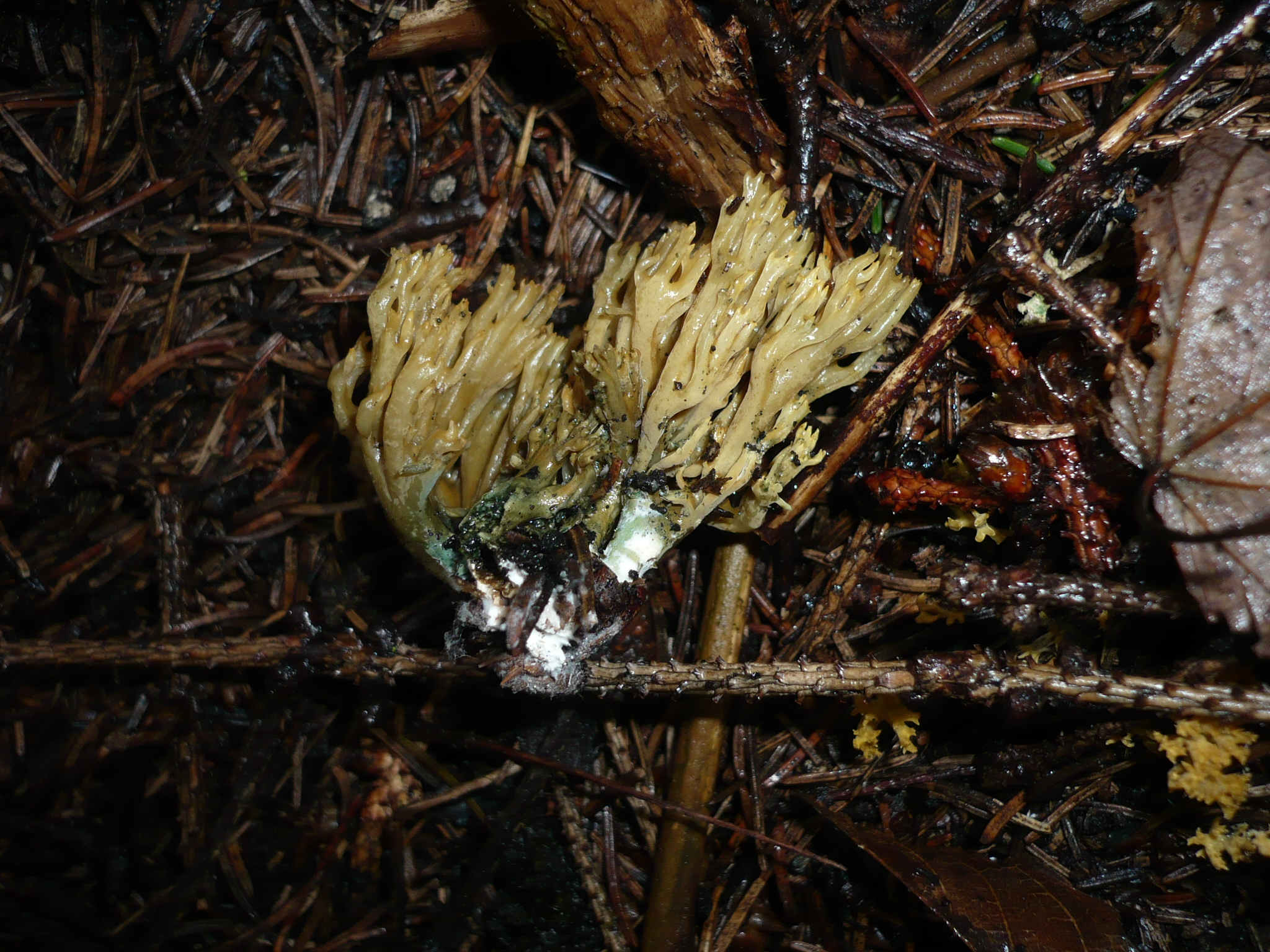
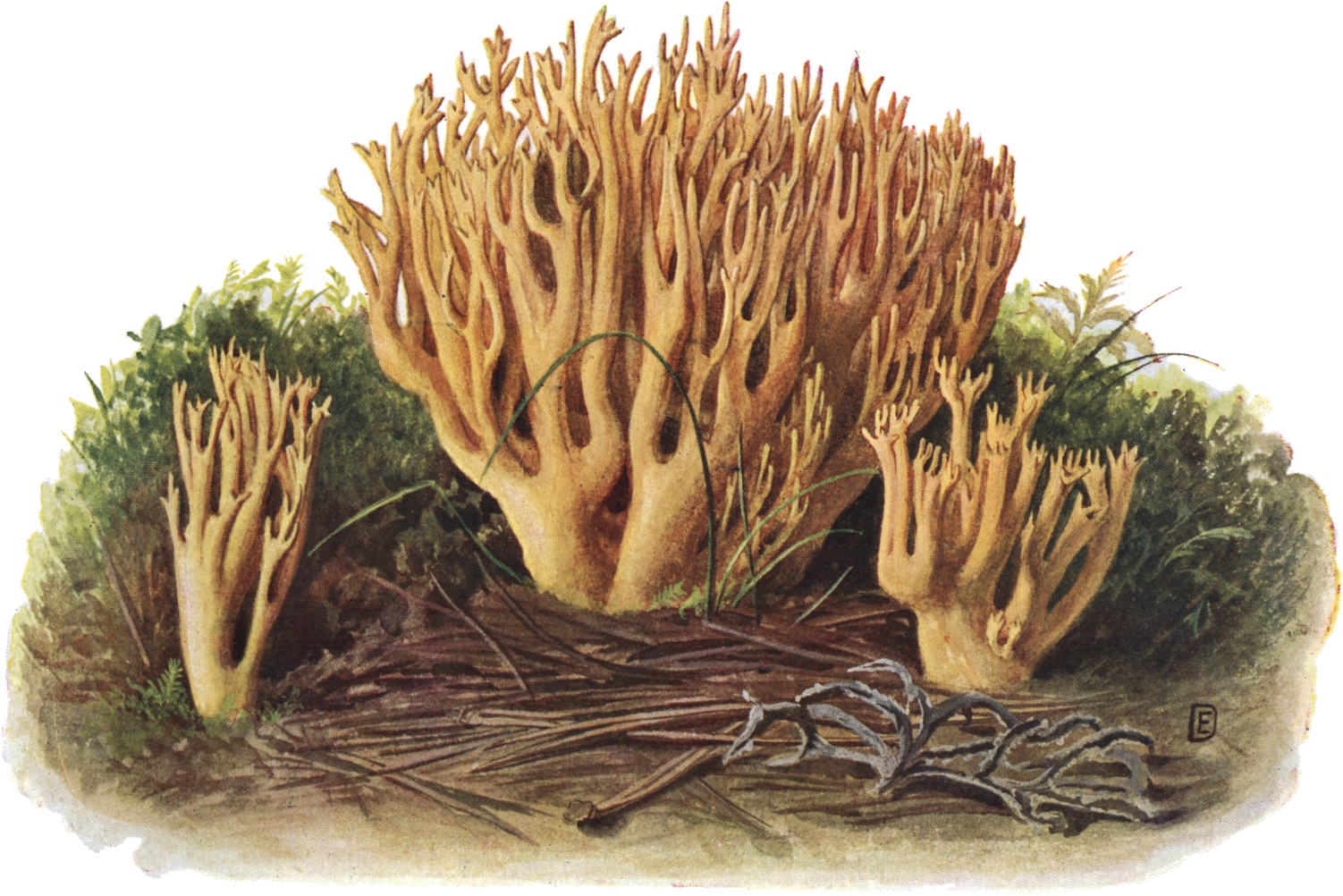

Nem ehető.